# Macromeria exserta
Macromeria exserta là loài thực vật có hoa trong họ Mồ hôi. Loài này được D. Don mô tả khoa học đầu tiên năm 1832.